# Bloque 10

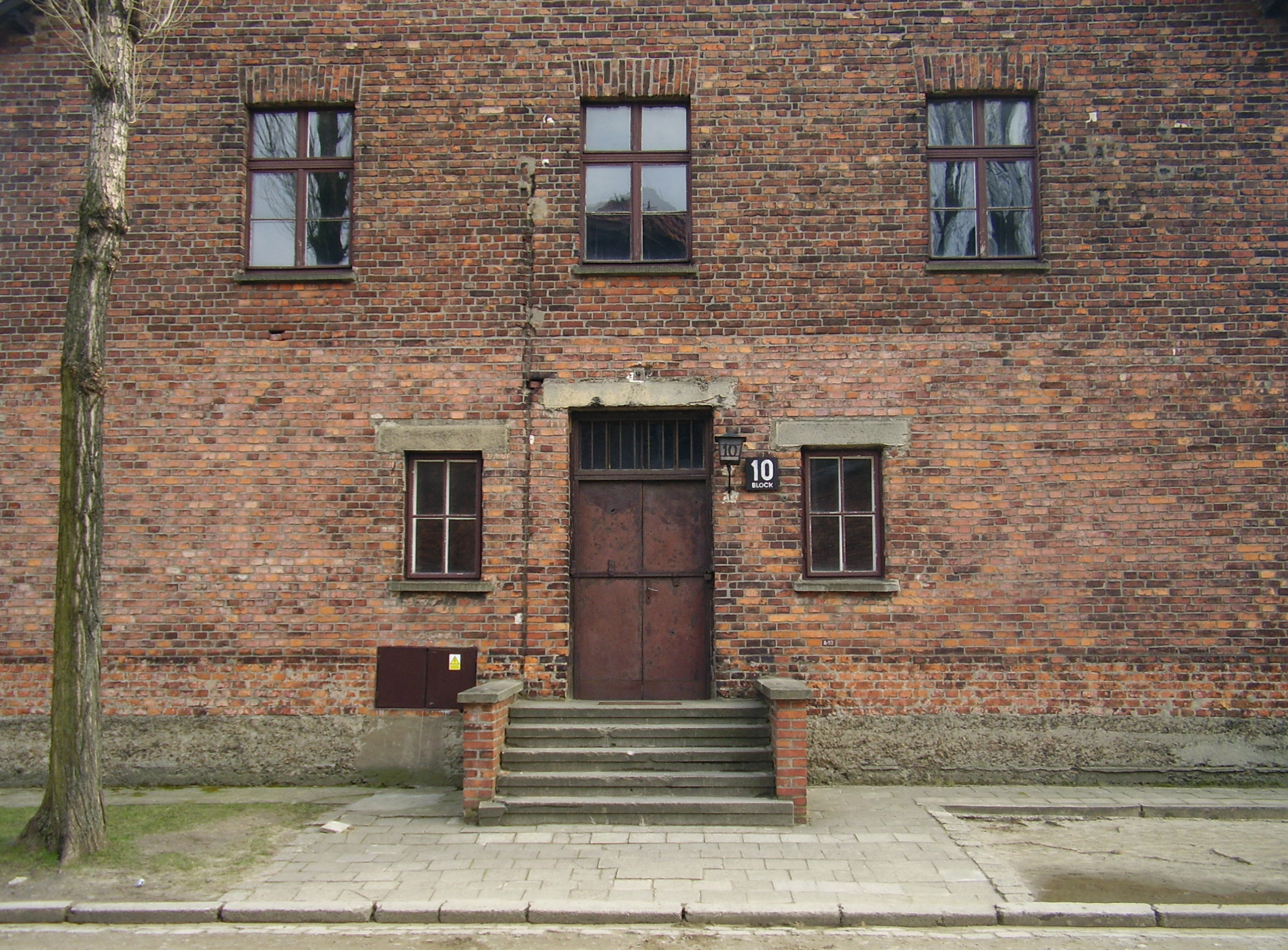
Fachada principal del bloque 10

El Bloque o Pabellón 10 fue un bloque de celdas del Campo de concentración de Auschwitz donde tanto mujeres como hombres fueron sujetos a experimentos por parte del personal médico alemán. Las pruebas abarcaron desde los tests dermatológicos con sustancias aparentemente "benignas" a  administrar inyecciones de fenol en el corazón para una inmediata disección.
Aunque estuvo situada en la zona masculina, los experimentos fueron llevados a cabo principalmente para mujeres. También, para complacer a los prisioneros "privilegiados", los alemanes traían prostitutas al pabellón.
Los principales médicos que trabajaban en dicho bloque, fueron Carl Clauberg, Horst Schumann, Eduard Wirths, Bruno Weber y August Hirt, cada cual tenía sus propios métodos de procedimiento.
Las víctimas de Auschwitz también eran exportadas a donde fuera menester para los experimentos, por ejemplo: veinte niños judíos fueron trasladados a Neuengamme, donde se les inyectó un serum tubercular virulento aparte de otras pruebas. Finalmente serían asesinados en el Colegio de Bullenhuser Damm.